# Westward Ho!
Westward Ho! este o stațiune balneară aflată lângă Bideford în Devon, Anglia. Drumul A39 oferă acces din orașele Barnstaple, Bideford și Bude . Se află la capătul sudic al Northam Burrows și este orientat spre vest către Bideford Bay, vizavi de Saunton Sands și Braunton Burrows . Există o secție electorală cu același nume. Populația la recensământul din 2011 era de 2.112. 

## Nume

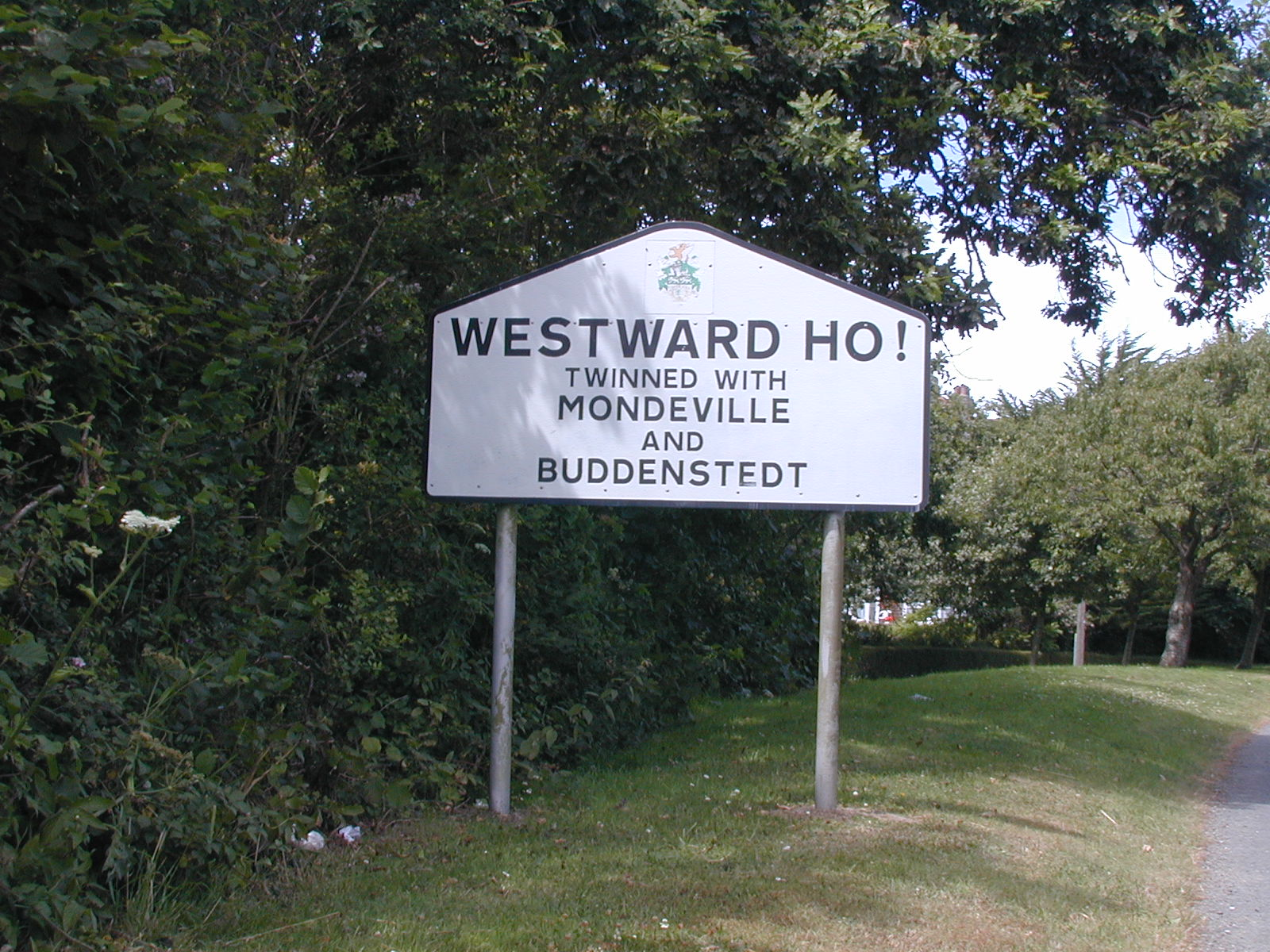
Semn rutier care marchează intrarea în sat

Westward Ho! este remarcabil pentru numele său neobișnuit.  Numele satului provine de la titlul romanului lui Charles Kingsley Westward Ho! (1855), a cărui acțiune a avut loc în apropiere de Bideford. Cartea a fost un bestseller, iar antreprenorii au văzut oportunitatea de a dezvolta turismul în zonă. Compania Northam Burrows Hotel and Villa Building, prezidată de Isaac Newton Wallop, al 5-lea conte de Portsmouth, a fost înființată în 1863, având ca scop construcția unui hotel.
Hotelul a fost numit Westward Ho!-tel, iar vilele adiacente au fost, de asemenea, numite după carte. Pe măsură ce a avut loc dezvoltarea ulterioară, localitatea în expansiune a dobândit și numele de Westward Ho!   Semnul exclamării este așadar o parte intenționată a numelui satului. Este singurul astfel de nume de loc din Insulele Britanice;  Saint-Louis-du-Ha! Ha!, Quebec, împărtășește distincția de a avea un semn de exclamare în numele său.

## Dezvoltare

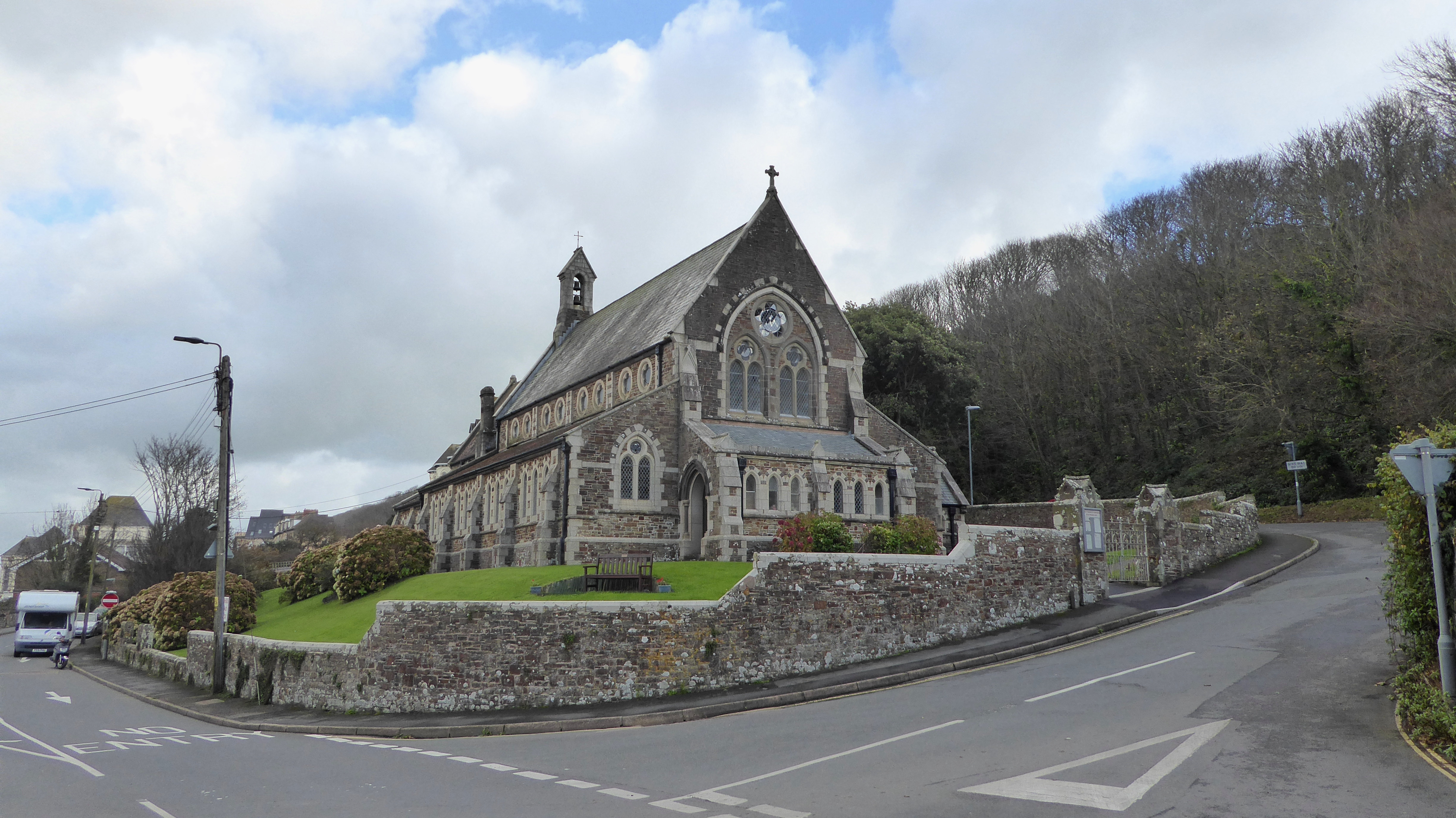
Biserica Sfânta Treime

Dezvoltarea satului a început la zece ani după ce romanul lui Kingsley din 1855 a fost publicat, pentru a satisface pasiunea victorienilor pentru vacanțele la mare.  United Services College a fost fondat în sat în 1874.
Un deal de moluște și o pădure scufundată din mezolitic au fost excavate pe litoralul de lângă Westward Ho! . 
Satul a devenit mai rezidențial pe măsură ce taberele de vacanță s-au închis și au fost ridicate în loc case și apartamente. O fostă tabără a fost Torville Camp. Cele două tabere majore de vacanță încă funcționale sunt Surfbay Holiday Park și Braddick's Holiday Centre.

## United Services College
United Services College, o școală publică pentru băieți cu vârsta între treisprezece și optsprezece ani, a fost fondată la Westward Ho! în 1874 și avea ca scop pregătirea baietilor pentru armată și marină și pentru serviciul în slujba Imperiului Britanic . A durat până în 1906, când a fuzionat cu Imperial Service College din Berkshire și și-a închis amplasamentul din Westward Ho! Rudyard Kipling a fost un elev notabil al colegiului, cartea sa Stalky & Co.⁠(d) (1899) bazându-se pe perioada petrecută la colegiu.

## Geografie

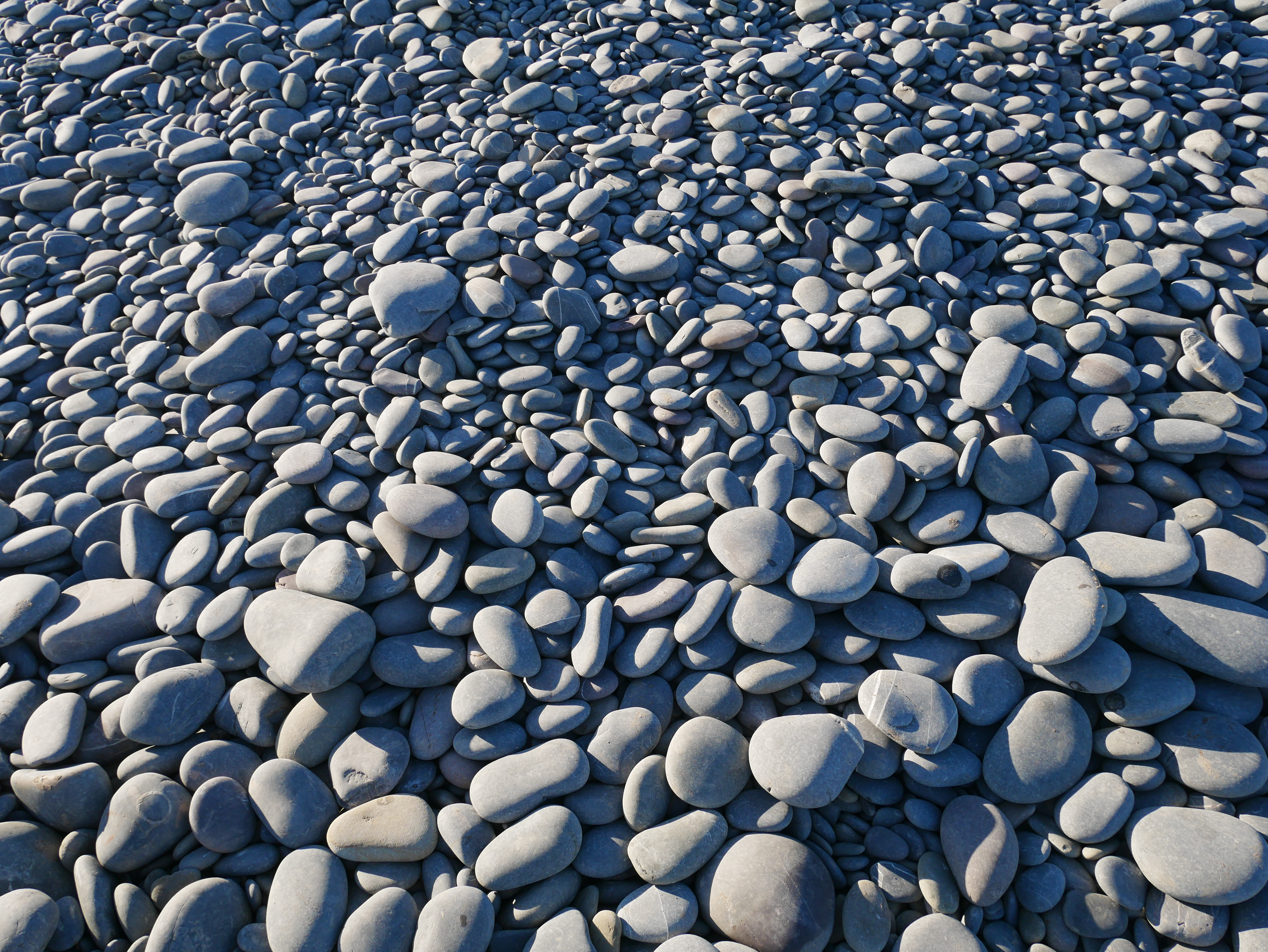
Creasta cu pietriș de la plaja din Westward Ho!

Westward Ho! este cunoscut pentru posibilitățile de surfing și întinderea lungă de nisip curat susținut de o creastă de pietriș și pajiști care se întinde pe aproximativ trei mile. Are două biserici, Biserica Baptistă și Biserica Sfânta Treime.

## Geologie
Stâncile de pe coasta Westward Ho! datează din carboniferul superior. Rocile au fost înclinate în timpul orogenezei variscane; în zilele noastre se scufundă la 50–70 de grade nord și sud. Platforma de tăiere a valurilor este un exemplu de sistem de falii la scară multiplă, cu fazele activității tectonice expuse la reflux.

## Locuitor remarcabil

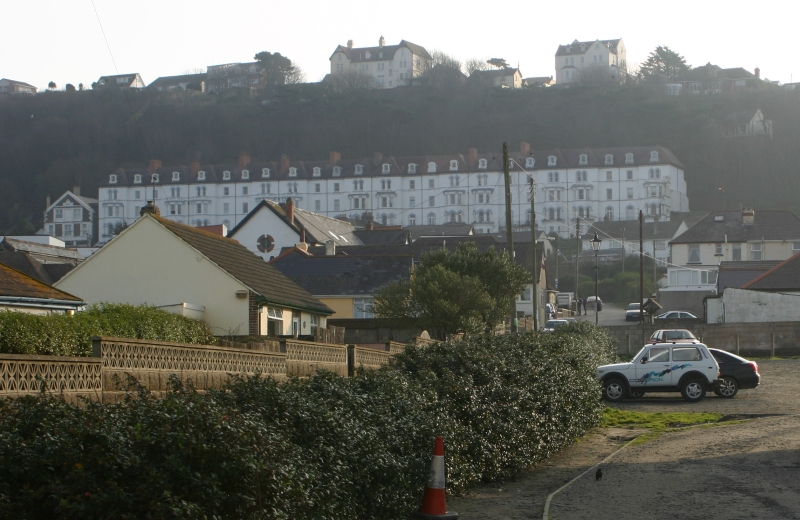
Vederea spre interior

Rudyard Kipling și-a petrecut câțiva ani din copilărie la Westward Ho!, unde a urmat cursurile United Services College (absorbit mai târziu de Haileybury College, care se află acum în Hertfordshire). Colecția sa de povestiri, Stalky &amp; Co, publicată în 1899, s-a bazat pe experiențele sale de la colegiu. Pentru a comemora locuința sa acolo, prima strofă a poemului său „ Dacă... ” este plasată pe trotuarul de pe promenada în decoruri de granit. 

## Orașe înfrățite
Westward Ho! este înfrățit cu Mondeville din Franța și Büddenstedt din Germania.

## În cultura populară
Orașul își împrumută numele unei melodii a trupei Half Man Half Biscuit⁠(d) care povestește un vis despre vacanța în oraș. Cântecul menționează și satul Northam din apropiere.